# Ambro Bakker
Ambrosius (Ambro) Bakker SMA (Alkmaar, 16 december 1942) is een Nederlands rooms-katholiek emeritus-priester van het bisdom Haarlem-Amsterdam en bestuurslid van de Sociëteit voor Afrikaanse Missiën. 
Van 1966 tot 1970 studeerde Bakker aan de toenmalige Hogeschool voor Theologie en Pastoraat in Heerlen. Op 1 augustus 1970 werd hij in Alkmaar door de toenmalige bisschop van Haarlem Theodorus Zwartkruis tot priester gewijd.
Met de ambitie om missionaris in Afrika te worden, wilde hij eerst in Nederland pastorale ervaring opdoen. Zo kreeg hij in 1970 een benoeming als pastor in de Obrechtparochie in Amsterdam Oud-Zuid waar hij het jeugd- en jongerenpastoraat verzorgde.
Van 1974 tot 1996 werkt hij als hoofd van de afdeling godsdienstige programma's van de KRO en RKK-radio. In de weekenden assisteerde hij in de parochies van Kortenhoef (Antonius van Paduakerk), Ankeveen (Martinuskerk) en Nederhorst den Berg (Onze-Lieve-Vrouw Hemelvaartkerk). Vanaf 1986 was hij tevens pastoor in Kortenhoef. Wegens het emeritaat van collega's werd hij in 1990 en 1993 ook pastoor in Nederhorst respectievelijk Ankeveen.
In 1996 werd hij deken van de regio's Zaanstreek en Purmerend (Waterland) wat hij combineerde met het pastoorsambt van de Maria Magdalenakerk in Zaandam ('t Kalf).
Van 1995 tot 2007 was hij tevens vice-provinciaal van Nederland van de Sociëteit voor Afrikaanse Missiën (SMA), waar hij zijn hele loopbaan lid en deels bestuurslid van is.
In 2006 werd hij deken van de regio's Amsterdam, Hilversum en de Meerlanden. Deze drie dekenaten werden in 2006 samengevoegd tot het Dekenaat Zuid. De functie van deken combineerde hij met het pastoraat van de H. Augustinuskerk aan de Amstelveenseweg (hoek Kalfjeslaan) in Amsterdam-Buitenveldert. Hij werd tevens benoemd tot kanunnik van het Kathedraal Kapittel van het bisdom.
Bekendheid buiten katholieke kring kreeg Bakker door het schrijven en samenstellen van religieuze boeken en door het inzegenen in 2010 en 2011 van de tunnelboren van de Amsterdamse Noord/Zuidlijn.
In december 2022 ging hij wegens het bereiken van de tachtigjarige leeftijd met emeritaat als pastoor en deken. Hij kreeg eervol ontslag als:
- deken van het dekenaat Amsterdam;
- pastoor in solidum van de R.K. Parochie Amstelland;
- administrator van de quasi-parochie All Saints (Amsterdam Zuidoost)
- bestuurslid van het R.K. Luchthavenpastoraat in het bisdom;
- bestuurslid van de R.K. Instelling Regionale Centrale Financiering;
- kanunnik van het Kathedraal Kapittel.[5]

Anno 2023 blijft hij pastoraal actief, vooral voor zijn sociëteit.

## Trivia
- Ter gelegenheid van zijn 40-jarig priesterjubileum in 2010 werd Bakker tijdens de lintjesregen in 2011 benoemd tot ridder in de Orde van Oranje-Nassau.[6]

- International Standard Name Identifier: 0000 0003 9546 4133
- Nederlandse Thesaurus van Auteursnamen: 068803095
- Virtual International Authority File: 290150177
- WorldCat: E39PBJw8Tw8dV6ppVBWKxFmWXd